# Bibliothèque nationale de l'Uruguay

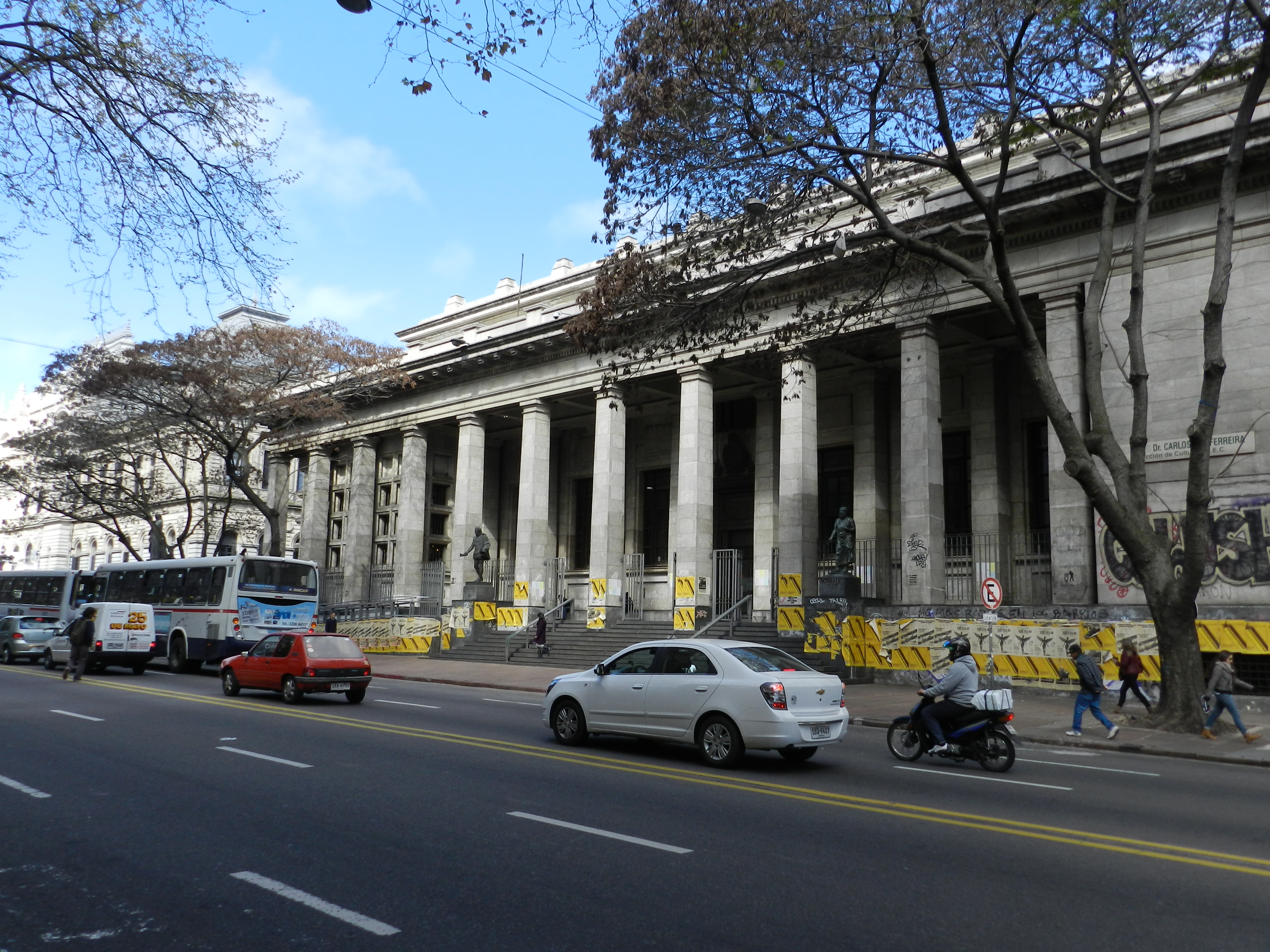
Façade de la Bibliothèque nationale de l'uruguay à Montevideo.

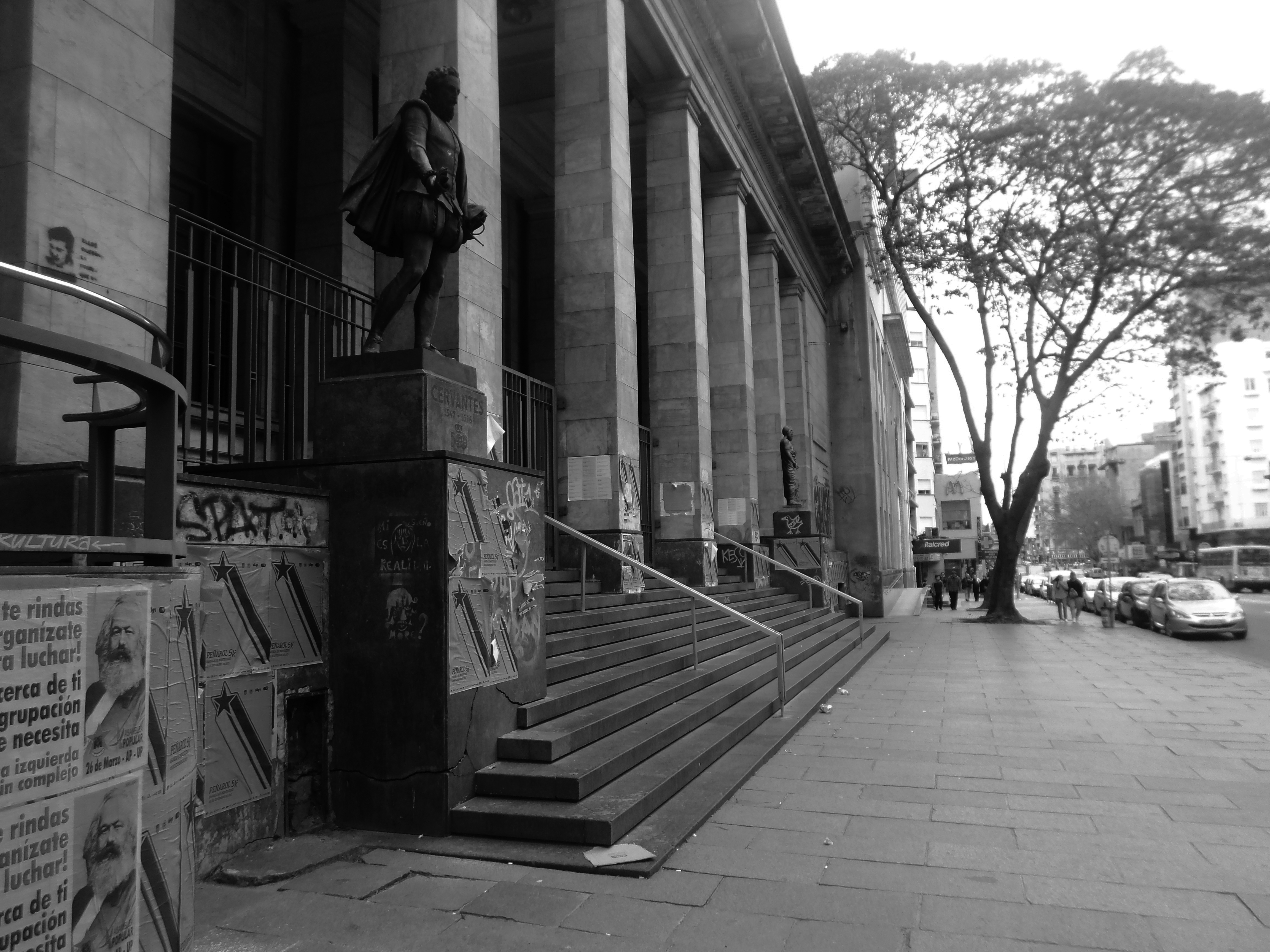
Statue de Cervantès à l'entrée de la bibliothèque nationale de l'Uruguay.

La bibliothèque nationale de l'Uruguay est la bibliothèque publique centrale de Montevideo fondée en 1815 notamment grâce au politicien et botaniste Dámaso Antonio Larrañaga. Elle dépend du Ministère de l'éducation et de la culture de l'Uruguay.

## Présentation
La bibliothèque nationale de l'Uruguay fut créée en 1815 et ouverte officiellement le 26 mai 1816. Son premier directeur et conservateur fut l'un de ses fondateurs, Dámaso Antonio Larrañaga qui fit en donation une grande partie de sa collection d'ouvrages. Elle possédait à cette date un fonds d'environ 5 000 volumes.
Le bâtiment actuel est la réalisation d'un projet architectural de l'architecte Luis Crespi. L'édifice fut construit dans un style néoclassique. La bibliothèque s'étend sur une surface d'environ 4 000 m², et le fonds s'élèvent à plus de 900 000 ouvrages. Les locaux furent acquis dès 1926, mais la procédure d'acquisition n'aboutit qu'en 1964 avec l'inauguration officielle.
La bibliothèque nationale comprend : 
- Deux salles de lecture, la salle de lecture centrale «General José G. Artigas» avev de nombreuses publications et la salle des quotidiens.
- Trois salles spécialisées, la salle Uruguay concernant la documentation nationale, la salle des documents spéciaux (incunables, parchemins, ouvrages d'art, photographiques, aquarelles, livres anciens, etc.) et la salle Hemeroteca archivant les magazines nationaux.
- Salle des usuels (dictionnaires, encyclopédies) des microfilms, des photocopies et des références bibliothécaires.
- Trois salles d'expositions, la salle Francisco Acuña de Figueroa où se tiennent des congrès et réunions, la salle José Pedro Varela dans laquelle sont présentées des expositions et la salle Japon dans laquelle le public a accès à des ordinateurs, des scanners et des lecteurs vidéo et de gravures.

La bibliothèque nationale est un des deux lieux du dépôt légal du pays qu'elle partage avec le Palais législatif de l'Uruguay.
Le conservateur actuel de la bibliothèque nationale est l'écrivain Carlos Liscano qui a succédé à l'écrivain et directeur précédent Tomás de Mattos.